# Чиребон

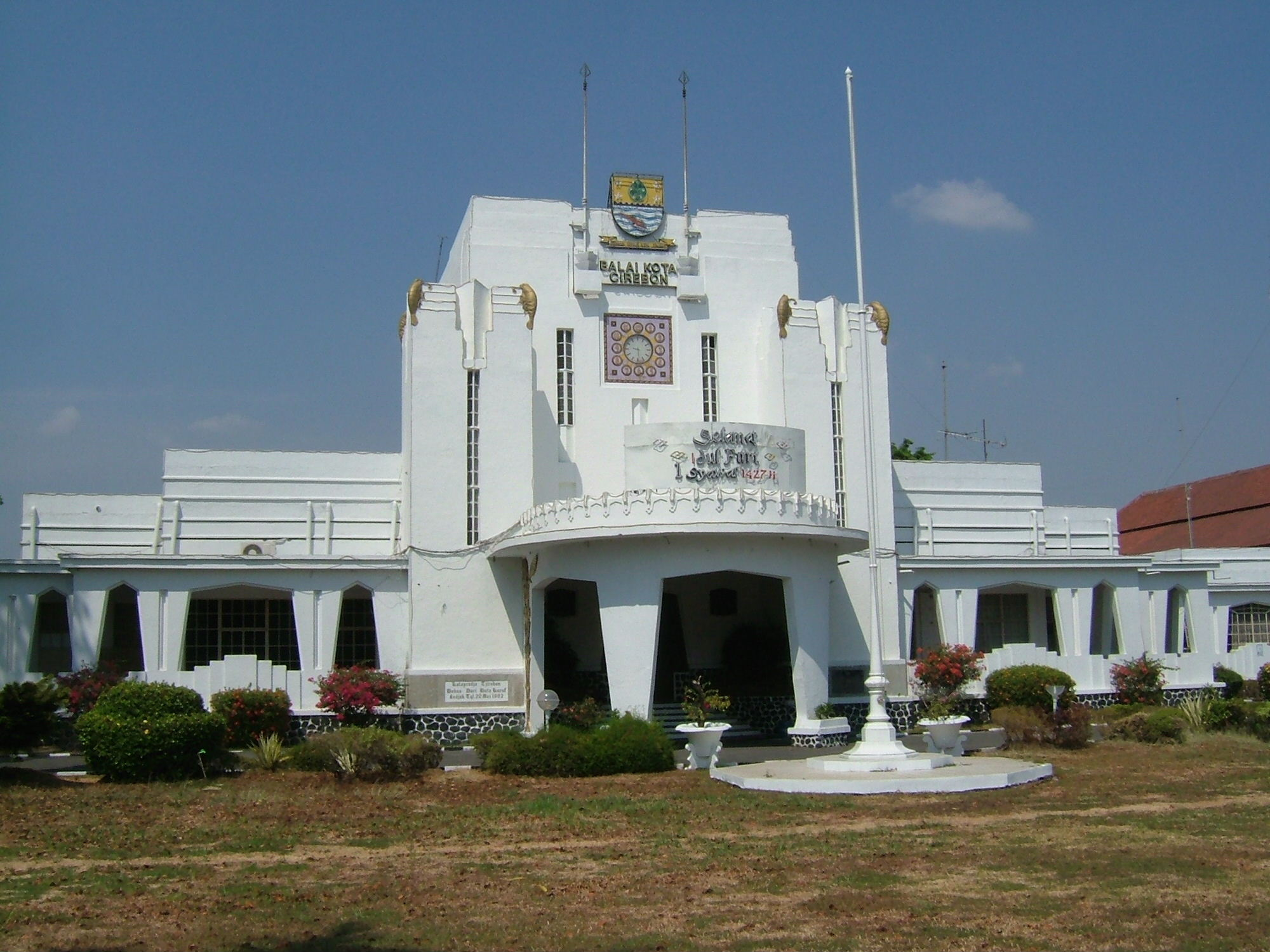
Мэрия Чиребона

Чиребо́н (индон. Cirebon) — портовый город на северном побережье индонезийского острова Ява. Расположен в провинции Западная Ява неподалёку от границы с Центральной Явой, в 297 км к востоку от Джакарты.
В прошлом город служил резиденцией местного султана. Пограничное положение города на стыке Западной и Центральной Явы обусловило тот факт, что на развитие Чиребона оказывали влияние культуры как сундов, так и яванцев, а также китайцев.

## Администрация
Чиребон разделён на пять подрайонов: Harjamukti, Kejaksan, Kesambi, Lemahwungkuk и Pekalipan.

## Дворцы
В городе расположено четыре дворца (Кратона)
- Кратон Kasepuhan
- Кратон Kanoman
- Кратон Kacirebonan
- Кратон Keprabonan